# Giorgio Scalvini
Giorgio Scalvini (Chiari, 11 dicembre 2003) è un calciatore italiano, difensore dell'Atalanta e della nazionale italiana.

## Caratteristiche tecniche
Considerato tra i migliori talenti della sua generazione, è un difensore centrale di piede destro, che dispone di ottime doti fisiche e di una buona tecnica che utilizza per impostare l'azione da dietro, oltre a essere bravo nel marcare l'avversario. Può giocare sia in una difesa a 3 che a 4. Nonostante il ruolo, sa essere pericoloso anche in zona gol, grazie alla sua bravura nel gioco aereo. Può ricoprire anche il ruolo di centrocampista centrale.
Per il suo percorso è stato paragonato ad Alessandro Bastoni, altro prodotto del vivaio atalantino, mentre ha dichiarato di ispirarsi a Thiago Silva.
Nell'ottobre del 2023 è stato incluso nella lista dei 25 finalisti del premio European Golden Boy, assegnato dal quotidiano Tuttosport al miglior giocatore Under-21 militante in un campionato europeo.

## Carriera

### Club
Nato a Chiari, Scalvini inizia a giocare nella scuola calcio del Palazzolo, il club della sua città di origine, per poi crescere nei settori giovanili del Brescia e, a partire dal 2015, dell'Atalanta.
All'inizio della stagione 2021-2022 viene aggregato alla prima squadra dell'Atalanta, guidata da Gian Piero Gasperini. Debutta fra i professionisti il 24 ottobre 2021, a 17 anni, entrando nel finale della gara di Serie A pareggiata contro l'Udinese (1-1) al Gewiss Stadium di Bergamo. Il 12 gennaio 2022 esordisce anche in Coppa Italia, giocando da titolare nella partita degli ottavi vinta 2-0 contro il Venezia. Il 7 aprile seguente debutta nelle competizioni europee, subentrando a Matteo Pessina nella gara di andata dei quarti di finale di UEFA Europa League, pareggiata per 1-1 in trasferta contro il RB Lipsia alla Red Bull Arena. Infine, il 18 aprile, segna il suo primo gol in Serie A nella partita persa per 1-2 in casa contro il Verona. Al termine della sua prima stagione da professionista, Scalvini colleziona 21 presenze fra tutte le competizioni.
All'inizio della stagione successiva viene utilizzato in prevalenza come centrocampista nelle rotazioni della squadra di Gasperini. Il 18 settembre 2022 realizza il gol della vittoria per 1-0 sul campo della Roma. Nel prosieguo della stagione diventa titolare e gioca con continuità come difensore nella difesa a 3 schierata dall'Atalanta.
Il 5 ottobre 2023 realizza la sua prima rete in una competizione europea, nella partita della fase a gironi di Europa League vinta per 2-1 in trasferta contro lo Sporting Lisbona. Nella stessa annata, contribuisce alla vittoria del torneo da parte degli orobici, entrando nel secondo tempo della finale vinta per 3-0 sul Bayer Leverkusen, che rappresenta il primo trofeo europeo nella storia del club. Il 2 giugno 2024, nel recupero di campionato contro la Fiorentina, realizza un gol nella gara persa per 3-2, ma si procura la rottura del legamento crociato anteriore del ginocchio sinistro.
Ritorna in campo il 23 novembre 2024, subentrando a Rafael Tolói nella gara di campionato vinta per 3-1 contro il Parma allo stadio Tardini. Il 29 gennaio 2025 esordisce in UEFA Champions League, nella partita contro il Barcellona (2-2) disputata allo Stadio olimpico Lluís Companys. In questa gara, tuttavia, si infortuna gravemente alla spalla sinistra, e viene operato nei giorni successivi concludendo anzitempo la stagione.

### Nazionale

#### Nazionali giovanili
Ha giocato in quasi tutte le nazionali giovanili, a partire dall'Under-15.
Nel novembre del 2021 riceve la sua prima convocazione in nazionale Under-21, guidata da Paolo Nicolato, con la quale esordisce il 16 novembre, giocando titolare nella partita amichevole disputata contro la Romania a Frosinone. Nel giugno 2023 viene convocato per l'Europeo Under-21 disputato in Georgia e Romania, dove gli Azzurrini vengono eliminati nella fase a gironi.

#### Nazionale maggiore
Il 24 gennaio 2022 viene convocato per la prima volta in nazionale dal CT Roberto Mancini, per uno stage in vista degli spareggi delle qualificazioni al mondiale 2022, dovendo poi rinunciare alla chiamata causa infortunio. Viene successivamente inserito nella lista dei convocati per le quattro partite iniziali della UEFA Nations League 2022-2023. Esordisce in maglia azzurra il 14 giugno 2022, a 18 anni e 6 mesi, entrando all'inizio del secondo tempo della partita di Nations League persa per 5-2 contro la Germania a Mönchengladbach. Il successivo 16 novembre scende in campo per la prima volta come titolare, nella gara amichevole vinta per 3-1 contro l'Albania a Tirana.
Il 23 maggio 2024 viene inserito dal CT Luciano Spalletti nella lista dei 30 pre-convocati per il Campionato europeo in Germania, ma deve rinunciare alla convocazione a causa della rottura del legamento crociato che si procura il successivo 2 giugno, due settimane prima dell'inizio della manifestazione.

## Statistiche

### Presenze e reti nei club
Statistiche aggiornate al 29 gennaio 2025.
| Stagione        | Squadra         | Campionato      | Campionato | Campionato | Coppe nazionali | Coppe nazionali | Coppe nazionali | Coppe continentali | Coppe continentali | Coppe continentali | Altre coppe | Altre coppe | Altre coppe | Totale | Totale |
| Stagione        | Squadra         | Comp            | Pres       | Reti       | Comp            | Pres            | Reti            | Comp               | Pres               | Reti               | Comp        | Pres        | Reti        | Pres   | Reti   |
| --------------- | --------------- | --------------- | ---------- | ---------- | --------------- | --------------- | --------------- | ------------------ | ------------------ | ------------------ | ----------- | ----------- | ----------- | ------ | ------ |
| 2021-2022       | Atalanta        | A               | 18         | 1          | CI              | 1               | 0               | UCL+UEL            | 0+2                | 0                  |             | -           | -           | 21     | 1      |
| 2022-2023       | Atalanta        | A               | 32         | 2          | CI              | 2               | 0               | -                  | -                  | -                  |             | -           | -           | 34     | 2      |
| 2023-2024       | Atalanta        | A               | 33         | 1          | CI              | 3               | 0               | UEL                | 8                  | 1                  |             | -           | -           | 44     | 2      |
| 2024-2025       | Atalanta        | A               | 6          | 0          | CI              | 0               | 0               | UCL                | 1                  | 0                  | SI+SU       | 1+0         | 0           | 8      | 0      |
| 2025-2026       | Atalanta        | A               | 0          | 0          | CI              | 0               | 0               | UCL                | 0                  | 0                  | -           | -           | -           | 0      | 0      |
| Totale Atalanta | Totale Atalanta | Totale Atalanta | 89         | 4          |                 | 6               | 0               |                    | 11                 | 1                  |             | 1           | 0           | 107    | 5      |
| Totale carriera | Totale carriera | Totale carriera | 89         | 4          |                 | 6               | 0               |                    | 11                 | 1                  |             | 1           | 0           | 107    | 5      |

### Cronologia presenze e reti in nazionale
| Cronologia completa delle presenze e delle reti in nazionale ― Italia | Cronologia completa delle presenze e delle reti in nazionale ― Italia | Cronologia completa delle presenze e delle reti in nazionale ― Italia | Cronologia completa delle presenze e delle reti in nazionale ― Italia | Cronologia completa delle presenze e delle reti in nazionale ― Italia | Cronologia completa delle presenze e delle reti in nazionale ― Italia | Cronologia completa delle presenze e delle reti in nazionale ― Italia | Cronologia completa delle presenze e delle reti in nazionale ― Italia |
| Data                                                                  | Città                                                                 | In casa                                                               | Risultato                                                             | Ospiti                                                                | Competizione                                                          | Reti                                                                  | Note                                                                  |
| --------------------------------------------------------------------- | --------------------------------------------------------------------- | --------------------------------------------------------------------- | --------------------------------------------------------------------- | --------------------------------------------------------------------- | --------------------------------------------------------------------- | --------------------------------------------------------------------- | --------------------------------------------------------------------- |
| 14-6-2022                                                             | Mönchengladbach                                                       | Germania                                                              | 5 – 2                                                                 | Italia                                                                | UEFA Nations League 2022-2023 - 1º turno                              | -                                                                     | 46’                                                                   |
| 16-11-2022                                                            | Tirana                                                                | Albania                                                               | 1 – 3                                                                 | Italia                                                                | Amichevole                                                            | -                                                                     |                                                                       |
| 20-11-2022                                                            | Vienna                                                                | Austria                                                               | 2 – 0                                                                 | Italia                                                                | Amichevole                                                            | -                                                                     | 46’                                                                   |
| 26-3-2023                                                             | Ta' Qali                                                              | Malta                                                                 | 0 – 2                                                                 | Italia                                                                | Qual. Euro 2024                                                       | -                                                                     | 83’                                                                   |
| 9-9-2023                                                              | Skopje                                                                | Macedonia del Nord                                                    | 1 – 1                                                                 | Italia                                                                | Qual. Euro 2024                                                       | -                                                                     | 59’                                                                   |
| 12-9-2023                                                             | Milano                                                                | Italia                                                                | 2 – 1                                                                 | Ucraina                                                               | Qual. Euro 2024                                                       | -                                                                     |                                                                       |
| 17-10-2023                                                            | Londra                                                                | Inghilterra                                                           | 3 – 1                                                                 | Italia                                                                | Qual. Euro 2024                                                       | -                                                                     | 65’                                                                   |
| 21-3-2024                                                             | Fort Lauderdale                                                       | Venezuela                                                             | 1 – 2                                                                 | Italia                                                                | Amichevole                                                            | -                                                                     |                                                                       |
| Totale                                                                |                                                                       | Presenze                                                              | 8                                                                     |                                                                       | Reti                                                                  | 0                                                                     |                                                                       |

| Cronologia completa delle presenze e delle reti in nazionale ― Italia under 21 | Cronologia completa delle presenze e delle reti in nazionale ― Italia under 21 | Cronologia completa delle presenze e delle reti in nazionale ― Italia under 21 | Cronologia completa delle presenze e delle reti in nazionale ― Italia under 21 | Cronologia completa delle presenze e delle reti in nazionale ― Italia under 21 | Cronologia completa delle presenze e delle reti in nazionale ― Italia under 21 | Cronologia completa delle presenze e delle reti in nazionale ― Italia under 21 | Cronologia completa delle presenze e delle reti in nazionale ― Italia under 21 |
| Data                                                                           | Città                                                                          | In casa                                                                        | Risultato                                                                      | Ospiti                                                                         | Competizione                                                                   | Reti                                                                           | Note                                                                           |
| ------------------------------------------------------------------------------ | ------------------------------------------------------------------------------ | ------------------------------------------------------------------------------ | ------------------------------------------------------------------------------ | ------------------------------------------------------------------------------ | ------------------------------------------------------------------------------ | ------------------------------------------------------------------------------ | ------------------------------------------------------------------------------ |
| 16-11-2021                                                                     | Frosinone                                                                      | Italia under 21                                                                | 4 – 2                                                                          | Romania under 21                                                               | Amichevole                                                                     | -                                                                              |                                                                                |
| 22-9-2022                                                                      | Pescara                                                                        | Italia under 21                                                                | 0 – 2                                                                          | Inghilterra under 21                                                           | Amichevole                                                                     | -                                                                              |                                                                                |
| 26-9-2022                                                                      | Castel di Sangro                                                               | Italia under 21                                                                | 1 – 1                                                                          | Giappone under 21                                                              | Amichevole                                                                     | -                                                                              | 63’                                                                            |
| 22-6-2023                                                                      | Cluj-Napoca                                                                    | Francia under 21                                                               | 2 – 1                                                                          | Italia under 21                                                                | Europeo Under-21 2023 - 1º turno                                               | -                                                                              | 6’                                                                             |
| 25-6-2023                                                                      | Cluj-Napoca                                                                    | Svizzera under 21                                                              | 2 – 3                                                                          | Italia under 21                                                                | Europeo Under-21 2023 - 1º turno                                               | -                                                                              |                                                                                |
| 28-6-2023                                                                      | Cluj-Napoca                                                                    | Italia under 21                                                                | 0 – 1                                                                          | Norvegia under 21                                                              | Europeo Under-21 2023 - 1º turno                                               | -                                                                              | 76’                                                                            |
| Totale                                                                         |                                                                                | Presenze                                                                       | 6                                                                              |                                                                                | Reti                                                                           | 0                                                                              |                                                                                |

## Palmarès

### Club

#### Competizioni giovanili
- Supercoppa Primavera: 1

Atalanta: 2020

#### Competizioni internazionali
- UEFA Europa League: 1

Atalanta: 2023-2024

### Individuale
- Golden Boy: 1

Miglior italiano Under-21: 2023